# Caso de las preferentes en Bankia
El caso de las preferentes es una pieza separada del Caso Bankia -entidad bancaria española-. La emisión de acciones preferentes por la entidad Caja Madrid -antecesora de Bankia- con posible falta de transparencia, venta exclusiva a particulares podría constituir una de las mayores estafas bancarias de la historia financiera española. La emisión de preferentes se produjo en muchas de las Cajas de ahorros de España.

## Preferentes
Las inversiones se categorizan básicamente en dos tipos: renta fija o renta variable. Renta variable es aquella inversión en la que no se conocen los flujos que vamos a obtener. No se tiene conocimiento de los importes a percibir, pudiendo ser éstos negativos. Estas inversiones son las que más riesgo entrañan aunque conllevan buscar una mayor rentabilidad. 
La renta fija se muestra como forma de inversión en la que de antemano conocemos la rentabilidad que nos va a ofrecer, aunque no obstante el precio de recuperación de la inversión puede variar dependiendo si cotiza o no. Entre los principales productos no cotizados destacan los depósitos bancarios remunerados, las cuentas de ahorro o los depósitos a plazo. Los productos cotizados, con un riesgo mayor que los anteriores son los pagarés, letras del tesoro, bonos y obligaciones.

## Fraude de las preferentes en España
Las entidades bancarias ofrecieron las acciones preferentes a los inversores dando a entender que se trataba de renta fija cuando no lo era. Y tratándose en su mayoría de inversores inexpertos éstos creyeron que la misma era una inversión segura pues la seguridad es una característica fundamental de la renta fija. Por lo demás, la rentabilidad ofrecida era algo mayor que la de muchos productos de renta fija, pero en ningún caso suficiente para justificar asumir riesgos que son propios de valores de renta variable que, si bien tienen a veces un alto riesgo, ofrecen a cambio la posibilidad de muy altas rentabilidades (algo que por lo demás este producto no ofrecía).
El desconocimiento de los inversores sobre las condiciones de su contratación así como la imposibilidad de rescate del dinero invertido ha llevado a algunos observadores económicos a considerar esta práctica una verdadera estafa encubierta perpetrada por las entidades financieras, dando lugar a numerosas protestas y reclamaciones judiciales ante la falta de protección legal de los ciudadanos.

## Cronología 2003 - 2014
2003

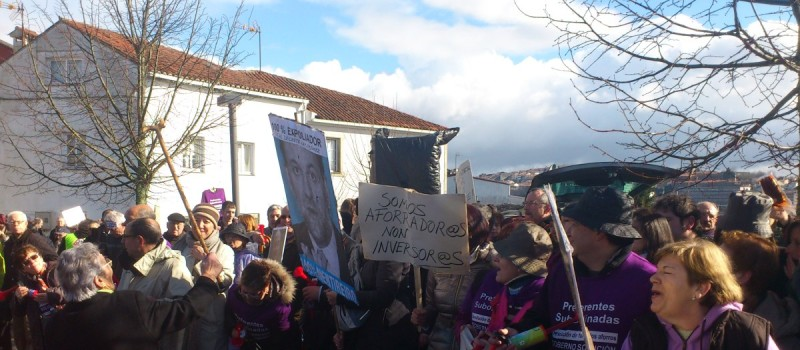
Manifestación de preferentistas en Galicia, España

En 2003, siendo Rodrigo Rato, el vicepresidente del gobierno y ministro de economía, se publica en el BOE una reforma de la "Ley 13/1985, de 25 de mayo, de coeficientes de inversión, recursos propios y obligaciones de información de los intermediarios financieros" donde se menciona por primera vez las preferentes.
2005
Se realiza la primera emisión de preferentes de Caja Madrid.
2007
Se comienzan a vender a particulares.
2009
A partir de 2009 las participaciones preferentes fueron emitidas principalmente por las Cajas de Ahorros que luego darían lugar a Bankia (Caja Madrid, Bancaja y Caja de Ávila entre otras), además de algunas entidades financieras prominentes como el Grupo Santander y el BBVA.
2010
En junio de 2010 la CNMV publicó una comunicación al sector bancario advirtiendo de las "malas prácticas" que podrían estarse dando en el sector y que son las mismas por las que ahora cuestiona la legalidad del proceso. En esa misma carta, la Comisión avisa de que se reforzarán "las tareas de supervisión" para evitar irregularidades "tanto en las emisiones en circulación como las que se vayan a emitir en el futuro". Esta advertencia no acaba con las "malas prácticas", y de hecho la práctica totalidad de las
operaciones recogidas en el informe son posteriores a esta fecha.
2011
En enero de 2011, siete Cajas de Ahorros se fusionan y se crea BFA, siendo Bankia posteriormente su filial.
El Banco de España autorizó el 25 de noviembre de 2011 una amortización anticipada de una emisión de preferentes de Bankia.
En marzo de 2011 se presenta el nombre comercial Bankia, con el que empiezan a operar las cajas de ahorro ahora integradas en el banco.
En abril de 2011 la CNMV se decide a realizar una revisión del mercados de preferentes y el 4 de abril de 2011 solicita oficialmente información a Caja Madrid y Bancaja (entre otras) sobre cómo lo están gestionando. En esos requerimientos, la
CNMV vuelve a insistir: se ha detectado "la existencia de mecanismos internos" que "no dan una respuesta adecuada a los conflictos de interés que tales operaciones plantean". El órgano público pide el detalle de las operaciones. Las
cajas responden en menos de 15 días con el desglose de operaciones, que se sometieron a revisión.
En julio de 2011 Bankia sale a Bolsa y en octubre de 2011, seis meses después, con los resultados en la mano y con indicios claros de irregularidad, el director general de Entidades de la CNMV le escribe directamente al secretario del Consejo de Administración de Bankia para que tome medidas "inmediatas y efectivas"; ordena que se detenga "a partir de este momento" la venta de participaciones preferentes o deuda subordinada "a precios significativamente alejados del valor razonable"; constata de nuevo que la entidad "mantiene sistemas internos (…) que no gestionan adecuadamente los conflictos de interés existentes"; y finalmente cita el artículo 79 bis de la Ley de Mercado de Valores y el Real Decreto 217 de 2008 para apuntar otra irregularidad: la falta de "información periódica" a los clientes sobre el problema y el valor actualizado de su participación. La CNMV pide una respuesta satisfactoria en 10 días hábiles tras la recepción del escrito, enviado el 13 de octubre. Bankia no responde hasta el 11 de noviembre, casi un mes después. Del 13 de octubre al 11 de noviembre. Desde que
la CNMV ordena parar la compraventa manipulada de preferentes hasta que Bankia efectivamente se compromete a hacerlo pasan 28 días. Durante ese mes se siguieron realizando operaciones, aunque se empezaron a ajustar los precios a lo que la CNMV considera "el valor razonable". Bankia sabía que las condiciones del mercado variarían en pocos días; sus clientes, no.
En noviembre de 2011 Bankia comunica a la CNMV que "va a paralizar" con "carácter inmediato" el uso de sistemas internos para la compraventa de preferentes posteriores a enero de 2009. El secretario del Consejo de Administración de Bankia se excusa ante la imposibilidad de hacerlo de un día para otro: cada caja de ahorro integrada en Bankia, admite él mismo, tiene un
sistema informático diferente para el case de preferentes.
2012
En febrero de 2012 Bankia y la CNMV intercambian correos electrónicos entre directivas. Programan la aplicación de las medidas para las siguientes semanas y meses.
2013
En abril de 2013 UPyD presenta querella en la Audiencia Nacional por las preferentes contra Bankia, Miguel Ángel Fernández Ordóñez y el exjefe de la CNMV

En septiembre de 2013 la plataforma 15MpaRato entregaron al juez de la Audiencia Nacional Fernando Andreu un escrito de Caja Madrid "obtenido de forma anónima" que demostraría que ningún banco adquirió este producto, y que fue vendido íntegramente a familias y pequeñas empresas no financieras.
2014
El colectivo 15MpaRato, en mayo, presentó en la Audiencia Nacional documentación que revela que el BdE autorizó la recompra de preferentes a los grandes inversores. Esa amortización anticipada de preferentes por Bankia le costó casi 900 millones de euros en liquidez.

### Sentencias
En mayo de 2014 un juzgado de Madrid condenó a la entidad bancaria a devolver 900.000 euros a un agricultor de 88 años por no quedar demostrado que ofrecieran "información completa y veraz" y por no tener el perfil adecuado para este producto financiero.